# П'єтрерія
П'єтрерія (рум. Pietrăria) — село у повіті Ясси в Румунії. Входить до складу комуни Бирнова.
Село розташоване на відстані 317 км на північ від Бухареста, 9 км на південний схід від Ясс.

## Населення
За даними перепису населення 2002 року у селі проживали 575 осіб, усі — румуни. Усі жителі села рідною мовою назвали румунську.